# Марківська селищна рада
Марківська селищна рада — орган місцевого самоврядування у Старобільському районі Луганської області з адміністративним центром у селищі Марківка.

## Загальні відомості
Водоймища на території, підпорядкованій даній раді: річка Деркул.

## Населені пункти
Селищній раді підпорядковані населені пункти:
- с-ще. Марківка
- с. Деркулове

## Склад ради
Рада складається з 30 депутатів та голови.

### Керівний склад ради
| ПІБ                     | Основні відомості                                                                     | Дата обрання | Дата звільнення |
| ----------------------- | ------------------------------------------------------------------------------------- | ------------ | --------------- |
| Дзюба Ігор Анатолійович | Селищний голова, 1970 року народження, освіта, безпартійний                           | 26.03.2006   | 31.10.2010      |
| Дзюба Ігор Анатолійович | Селищний голова, 1970 року народження, освіта вища, член Комуністичної партії України | 31.10.2010   |                 |

Примітка: таблиця складена за даними джерела